# Quatuor à cordes de Berg
Pour les articles homonymes, voir Quatuor à cordes (homonymie).
Le Quatuor à cordes opus 3 est un quatuor pour deux violons, alto et violoncelle d'Alban Berg. Composé en 1909-1910, il est créé le 24 avril 1911 à Vienne, il est dédié à Hélène Nahowski, que le compositeur épousera quelques jours plus tard. D'une écriture dodécaphonique non sérielle, le quatuor s'appuie sur le modèle développement-variation appris chez son maître Arnold Schoenberg.

## Structure
1. Langsam lent: Forme sonate sur le principe du développement continu suivie d'une coda dans l'esprit d'un adagio.
2. Maßig modéré: Adopte la structure du rondo avec un refrain varié à chaque reprise. Reprise du thème du langsam pour affirmer l'unité de l'œuvre.

## Source
François-René Tranchefort, guide de la musique de chambre, éd. Fayard 1987 p.11-112